# Långkägelbi
Långkägelbi (Coelioxys elongata) är en biart som beskrevs av Amédée Louis Michel Lepeletier 1841. Långkägelbi ingår i släktet kägelbin och familjen buksamlarbin. Inga underarter finns listade. På finlandssvenska kan det även kallas smalt kägelbi.

## Beskrivning
Huvud och mellankropp är övervägande svarta; bakkroppen svart med vitaktiga band på tergiternas bakkanter; dessa är tydligt avsmalnande på mitten hos hanen, hos honan gäller detta endast för den främsta tergiten. Som hos alla kägelbin smalnar honans bakkropp av i en lång spets, medan hanen har flera taggar på bakkroppsspetsen. Honan kan bli 11 till 13 mm, hanen 10 till 12 mm. Arten är svår att skilja från andra kägelbin.

## Ekologi
Långkägelbiets larv lever som boparasit i bon hos tapetserarbin, främst stocktapetserarbi, men även bland annat rosentapetserarbi, havstapetserarbi, trätapetserarbi, klinttapetserarbi, ärttapetserarbi och stort tapetserarbi. Larven lever av den insamlade födan efter det att den dödat värdlarven. Habitaten följer värdarterna, som sand- och dynmarker, jordbruks- och betesmarker, trädgårdar, gräsmarker, buskage, skogar och skogsbryn, hedar och ruderatmarker. Arten flyger från maj till september, även om den i Norden vanligen slutar flyga redan i augusti. Den flyger främst till korgblommiga växter som gullris och fibblor samt ärtväxter som käringtand, vitklöver och harklöver, men även dunörtsväxter som mjölke, klockväxter som blåmunkar, väddväxter som åkervädd, kransblommiga växter som kungsmynta samt strävbladiga växter som blåeld.

## Utbredning
Arten förekommer i stora delar av Europa från Iberiska halvön i söder upp till Fennoskandien i norr, samt österut via Polen och delar av Ukraina till västra Ryssland och Grekland i sydöst. Den förekommer också i Turkiet och Iran.
I Sverige finns arten från Skåne över Öland och Gotland till södra Gästrikland, samt med enstaka observationer i Medelpad och Norrbotten.
I Finland förekommer den från Åland (endast äldre fynd, –1940) och sydkusten till Norra Savolax och något enstaka fynd längre norrut (Lappland).

## Status
Långkägelbiet är inte rödlistat (det vill säga klassat som livskraftigt, "LC") både globalt, i Sverige och sedan 2010 i Finland; tidigare var det där rödlistat som starkt hotat ("EN").